# Cass Daley
Cass Daley (ur. 17 lipca 1915, zm. 22 marca 1975) – amerykańska aktorka filmowa, radiowa, piosenkarka i komik.

## Filmografia
- 1943: Riding High jako Tess Connors
- 1947: Ladies' Man jako Geraldine Ryan
- 1967: Duchy rozrabiają jako Felicity Twitchell
- 1970: Norwood jako Pani Remley

## Wyróżnienia
Posiada swoją gwiazdę na Hollywoodzkiej Alei Gwiazd.